# اپل اینسایدر
اپل اینسایدر (به انگلیسی: AppleInsider) وبگاهی است که در مورد اخبار و شایعات مربوط به شرکت اپل فعالیت می‌کند.